# Uomo e giovane che arano con un bue
Uomo e giovane che arano con un bue è un dipinto di Nicolaes Berchem. Eseguito probabilmente negli anni cinquanta del seicento, è conservato nella National Gallery di Londra.

## Descrizione
Il dipinto raffigura una scena agreste ambientata probabilmente in Italia, come spesso usava Berchem, rappresentante degli italianates.

## Datazione
La collocazione dell'opera alla metà del decennio è basata sulla somiglianza con un altro dipinto dell'autore, conservato all'Accademia di belle arti di Vienna, e sulla calligrafia della firma, tipica di quel periodo.